# ハワード・ジョージ
ハワード・ジョージアイ（Howard Georgi, 1947年1月6日 - ）はアメリカ合衆国の理論物理学者。1974年にグラショウと素粒子の相互作用に関する大統一理論を提案した。姓Georgiは「ジョージャイ」「ジョージァイ」などとも表記される（九後汰一郎訳『物理学におけるリー代数』（吉岡書店、2010年）では「ジョージァイ」）。
カリフォルニア州のサンバーナーディーノに生まれ、1967年にハーバード大学を卒業、エール大学で学位をえた。ハーバード大学で研究を続け、1980年からハーバード大学教授である。

## 受賞歴
- 1995年 アメリカ物理学会からJ・J・サクライ賞
- 2000年 ICTPのディラック・メダル
- 2006年 ポメランチュク賞

## 関連記事
- ジョージアイ・グラショーモデル（英語版）